# ABC (diari)
ABC és un diari espanyol conservador i monàrquic imprès a Madrid des del 1903. En els seus inicis fou un setmanari però a partir del juny de 1905 es publicà diàriament.

## Història
ABC va ser fundat a Madrid l'1 de gener de 1903 per Torcuato Luca de Tena y Álvarez-Ossorio. El govern del Front Popular va confiscar el diari quan va començar la Guerra Civil espanyola. Durant la guerra es van publicar dues edicions diferents de l'ABC, una de cada bàndol, a Madrid la versió republicana i Sevilla la del bàndol franquista. Quan va acabar la guerra civil, l'ABC va ser retornat als seus propietaris i va tornar a ser el diari més venut a Espanya.
Entre els seus columnistes hi van figurar, entre d'altres, Ramón del Valle-Inclán, Azorín, José María Pemán, Pedro J. Ramírez, Federico Jiménez Losantos, Carlos Luis Álvarez, "Cándido", o Jaime Campmany. Actualment hi col·laboren Juan Manuel de Prada, Antonio Burgos, Manuel Martín Ferrand, Carlos Herrera, o Ignacio Camacho.
Després d'una llarga fase de decadència durant la dictadura, va tornar a ressorgir en la democràcia amb la direcció de Luis María Anson i el 2005 era el tercer diari més venut d'Espanya, arribant a la segona posició en 2020 superant a El Mundo, tot i no que no és entre els diaris més venuts a Catalunya. Actualment, sota la direcció de José Antonio Zarzalejos, s'alineà ideològicament amb el Partit Popular i en contra de la normalització lingüística a Catalunya.

## Col·laboradors
Entre els col·laboradors que el diari va tenir durant el Segle XX figuren: Hilda de Toledano (pseudònim literari de María Pía de Sajonia-Coburgo Gotha y Braganza), la comtessa Emilia Pardo Bazán, Valle Inclán, Azorín, José María Pemán, Pedro J. Ramírez, Federico Jiménez Losantos, Carlos Luis Álvarez (sota el pseudònim de Cándido), Jaime Campmany, Julián Marías o César Alonso de los Ríos.
En l'apartat d'humor Antonio Mingote i José Luis Martín Mena van col·laborar fins a la seva mort. Durant les dècades de 1920 y 1930 hi va participar el dibuixant i caricaturista Joaquín Xaudaró, i també Ricardo García López «K-Hito» i Pedro Antonio Villahermosa «Sileno»;. Després de la Guerra civil española, Paco Ugalde.
Més recentment hi han col·laborat: Antonio Burgos, Ignacio Camacho, Manuel Martín Ferrand, Carlos Herrera Crusset, Irene Lozano, Curri Valenzuela, Juan Manuel de Prada, Isabel Durán, Hermann Tertsch, Jaime González, José María Carrascal i Edurne Uriarte. Entre els humoristes: Puebla, Máximo San Juan («Máximo») i Antonio Mingote i a la secció El Cultural: Juan José Armas, Mercedes Monmany, Luis Alberto de Cuenca o Andrés Ibáñez.